# Martin Mystère
Martin Mystère è un personaggio immaginario protagonista di una omonima serie a fumetti ideata da Alfredo Castelli ed edita in Italia dal 1982 dalla Sergio Bonelli Editore. La serie è incentrata sulle avventure di un archeologo e scrittore noto come il "Detective dell’impossibile" che indaga sui misteri del passato e del presente come Atlantide, gli UFO, la parapsicologia e vari enigmi della storia, dell'archeologia e della scienza. Il fumetto è considerato il punto di passaggio tra le serie classiche della Bonelli come Tex, Zagor e Mister No e quelle del nuovo corso degli anni successivi come Dylan Dog, Nick Raider e Nathan Never in quanto si allontana dallo stereotipo del fumetto popolare avvicinandosi alle pubblicazioni d’autore. 
Versioni alternative del personaggio sono protagoniste della serie animata franco-italo-canadese omonima, risalente ai primi anni 2000, dove viene presentato un protagonista adolescente e delle due stagioni della serie a fumetti Martin Mystère - Nuove avventure a colori, pubblicate a partire dal 2016, che propone una sorta di versione reimmaginata, in chiave moderna, delle tematiche classiche della serie (Atlantide, Uomini in Nero, Altrove, ecc.).
Una versione animata del personaggio è stata utilizzata come conduttore virtuale della trasmissione televisiva I Misteri di Mystere, spin-off di The Editor Is In, sul canale satellitare Sky Arte.

## Biografia del personaggio
(Esclamazione tipica di Martin Mystère)
Martin Jacques Mystère è nato il 26 giugno 1942 e vive a New York in un appartamento pieno di libri e oggetti curiosi al numero 3/a di Washington Mews. Dopo la misteriosa morte dei suoi genitori in un incidente aereo (1965) inizia a interessarsi di enigmi archeologici, storici, scientifici o parascientifici, occupandosi in maniera scientifica di UFO, dei poteri ESP e di molti altri enigmi ritenuti inspiegabili dalla comunità scientifica e per questo viene soprannominato Il Detective dell'Impossibile anche se non è propriamente un investigatore in quanto non ha clienti che si rivolgono a lui per proporgli dei casi da risolvere. Nonostante questo può capitare che l'ispettore di polizia Travis o il comandante di una agenzia governativa segreta Chris Tower lo coinvolgano come consulente in casi particolarmente misteriosi.
È laureato in antropologia alla Harvard University e ha specializzazioni in archeologia alla Sorbona, storia dell'arte a Firenze e cibernetica applicata al linguaggio al MIT. Dotato di una vasta cultura, ama stupire i suoi interlocutori senza essere pedante grazie alla sua autoironia. Per un certo periodo ha vissuto in un monastero tibetano, dove si è guadagnato il mistico terzo occhio. Da giovane ricercatore che si gettava in piena notte con il deltaplano dalle alte rupi di inviolati monasteri greci tenendo in tasca un'antica arma a raggi paralizzante chiamata Murchadna proveniente dal perduto continente di Mu, attualmente Mystère passa più tempo davanti al suo fido Macintosh per preparare in perenne ritardo il prossimo libro e soprattutto le puntate del suo programma televisivo: "I Misteri di Mystère" che, grazie al discreto successo, gli permette di finanziare viaggi e l'acquisto di libri per la sua straripante biblioteca.
Le avventure di Martin Mystère sono contemporanee e inserite in un'ambientazione rigorosamente realistica grazie a un lavoro di ricerca documentaristica da parte degli autori. Che si tratti di portare alla luce testimonianze di civiltà dimenticate, di scoprire perché un antico villaggio in Francia è abitato da licantropi, di lottare contro gli spietati Uomini in Nero che vorrebbero distruggere ogni traccia del nostro remoto passato, Martin Mystère guida il lettore all'incessante scoperta di bellezze artistiche, di culture sconosciute, di luoghi misteriosi e interessanti curiosità archeologiche come l'origine delle statue dell'isola di Pasqua o l'origine di personaggi fantastici come il mostro di Loch Ness, l'uomo delle nevi, i licantropi, alieni o Babbo Natale o letterari come Sherlock Holmes e Peter Pan, come anche aspetti storici poco noti, leggende, curiosità come ad esempio l'esplosione di Tunguska, il segreto del Graal o la misteriosa origine della Civiltà Etrusca o i leggendari continenti di Atlantide e Mu fino a scoprire inediti particolari della vita di personaggi storici come William Shakespeare, Mosè, Cristoforo Colombo o Leonardo da Vinci. Tutto questo mantenendo un atteggiamento obiettivo che ha reso il personaggio particolarmente gradito al mondo della scuola e della cultura e che lo ha portato a essere testimonial in mostre e manifestazioni organizzate da enti pubblici e privati. Per circa due anni, Martin Mystère ha abitato a Firenze, base operativa da cui poi ha vissuto avventure in gran parte delle regioni italiane. A conclusione di ogni indagine, Martin Mystère ha l'abitudine di archiviarne il resoconto su un personal computer al fine di scriverne poi libri e realizzare trasmissioni televisive. Ha un collaboratore che vive con lui di nome Java, un vero uomo di Neanderthal che insieme ad altri della sua specie era sopravvissuto all'estinzione vivendo completamente isolato in Mongolia e portato da Martin in America. Java si esprime con suoni gutturali che però Martin riesce a capire e con lui al suo fianco vive le sue avventure in giro per il mondo. Dopo un lungo fidanzamento si è sposato segretamente con Diana Lombard il 16 dicembre 1995.
Martin Mystère condivide lo stesso universo narrativo di altri personaggi bonelliani: Dylan Dog, Mister No, Zagor. Una versione robotica di Martin Mystère vive nello stesso periodo temporale di Legs Weaver e Nathan Never. Nel futuro di Nathan Never è presente anche Mr. Jinx, uno degli storici avversari di Mystère, in grado di trasferire la mente umana in nuovi corpi e creare quindi copie di se stesso. Nel fumetto fanno apparizioni anche altri personaggi di Alfredo Castelli come gli Aristocratici che hanno accompagnato alcune volte Mystère nelle sue avventure.

## Genesi del personaggio

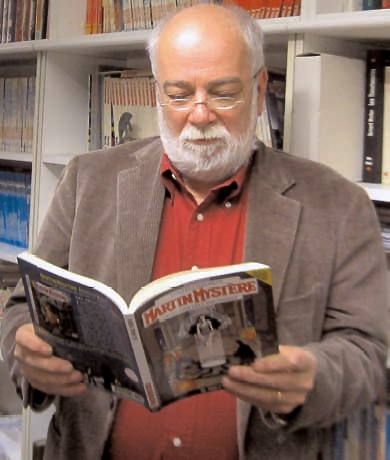
Alfredo Castelli che sfoglia un albo di Martin Mystère.

Martin Mystère è l'evoluzione di un personaggio precedente di Castelli noto come Doc Marvel ideato nel 1975 e poi rinominato Allan Quatermain. Il nome traeva origine dall'omonimo protagonista del romanzo Le miniere di re Salomone di Haggard. Il personaggio venne inizialmente proposto al Giornalino delle Edizioni Paoline che però lo rifiutò. Nel 1978 il settimanale  SuperGulp (Mondadori) ne iniziò la pubblicazione. Quatermain ha molte similitudini con il personaggio: inizia la sua avventura indagando su una misteriosa sfera proveniente dallo Yucatán insieme a un uomo di Neanderthal di nome Java e alla sua fidanzata Beatrice ed è dotato di una pistola a raggi vecchia di quindicimila anni. La serie venne sospesa a causa della chiusura di SuperGulp nel 1980 e venne riproposta con qualche modifica alla Daim Press che accettò di pubblicarla. Martin Mystère nel corso delle sue avventure si imbatterà nei fumetti di Quatermain durante una indagine sulla misteriosa morte del disegnatore del fumetto stesso. Una caratteristica che lo differenzia dalla maggior parte degli eroi di fumetti (con l'esclusione di Valentina di Crepax, di Ken Parker e di Dick Tracy) è quella di avere una data di nascita, il 26 giugno 1942, che è anche la data di nascita del suo creatore Alfredo Castelli nato però nel 1947. La caratterizzazione grafica del personaggio ricorda quella del fumetto Brick Bradford.
Oltre che da Allan Quatermain Castelli riprese elementi da altre sue opere precedenti:
- "Conrad Klein", personaggio impegnato in indagini nel campo del paranormale che era stato proposto infruttuosamente da Castelli, Mario Gomboli, Tino Monego e Marco Baratelli alla rivista Intrepido nel 1967;
- "Franco Ferretti", detective che si occupava di casi archeologici, ideato da Castelli nel 1969 per essere il protagonista di alcuni telefilm della Rai che però non vennero mai realizzati.
- "Van Helsing - detective del soprannaturale", personaggio pensato come un'evoluzione dei precedenti Franco Ferretti e Conrad Klein con un'ambientazione legata all'archeologia misteriosa e alla magia e successivamente divenuto una rivisitazione dell'omonimo personaggio di Dracula. Di sei storie realizzate ne furono pubblicate cinque nel 1970 sulla rivista Psyco della Naka Edizioni. Il personaggio è poi comparso nella serie di Martin Mystère in alcune storie scritte da Carlo Recagno.
- "Progetto governativo", miniserie di sei albi che doveva presentare la rinascita del mondo dopo il cataclisma dovuto alla guerra tra Atlantide e Mu e i tentativi degli Uomini in Nero di impedire la scoperta delle antiche tecnologie che avevano portato a tale catastrofe. I protagonisti, pur essendo ogni albo ambientato in un'epoca differente, avrebbero dovuto avere sempre lo stesso aspetto e avrebbero impersonato i vari poteri della società (religioso, temporale, scientifico, ecc.) alle prese con la nuova evoluzione della civiltà. La serie avrebbe dovuto essere pubblicata nel 1982 sulla rivista L'Eternauta ma il progetto fu abbandonato. Buona parte delle idee presenti vennero riproposte da Castelli sia in Allan Quatermain che in Martin Mystère. La stessa miniserie compare all'interno del terzo speciale di Martin Mystère come serial televisivo introdotto dal protagonista che dà il via agli eventi principali della storia dell'albo.
- "Il mondo è un'avventura" era una serie di albi cartonati proposta nel 1977 per i mercati esteri e contenente una storia a fumetti e degli articoli di approfondimento con lo scopo di presentare in ogni albo una diversa nazione. Lo spirito documentaristico e la presenza di articoli fu ripreso sulla serie di Mystère con la rubrica "I misteri di Mystère" che conteneva approfondimenti relativi a quanto raccontato nei fumetti.
- Alcune delle caratteristiche dell'universo narrativo in cui si muove il personaggio erano già state introdotte anche nelle storie di Mister No scritte dallo stesso Castelli, il quale, nella genesi di Mystère, ha cercato di rimanere coerente con quanto già pubblicato, in modo da rendere comune ai due personaggi il mondo in cui si muovevano[20].

## Comprimari e avversari
- Java, il miglior amico nonché assistente personale del Professor Mystère. È un autentico Uomo di Neanderthal proveniente dalla misteriosa Città delle ombre diafane celata in una introvabile valle dell'Himalaya. Nel corso di una drammatica avventura, si guadagna la stima di Martin e lo segue in America dove riesce ad adattarsi alla civiltà moderna. Java si esprime gutturalmente ma poi impara la lingua dei segni dei sordomuti; possiede una straordinaria forza fisica oltre a essere intelligente e perspicace[12][21]. Diviene l'inseparabile assistente e amico di Martin compagno di ogni avventura. Riesce a divenire cittadino americano ed è economicamente indipendente; inoltre ha una vita sentimentale particolarmente discreta. Con Martin riesce a convivere e a comunicare senza bisogno di parole in quanto comprende i suoni gutturali dell'amico[22].
- Diana Lombard, assistente sociale, è la compagna di vita di Mystère. Dopo essere stata un'eterna fidanzata, i lettori della serie hanno appreso nel numero del ventennale della testata che i due si erano sposati il 14 dicembre 1995, in gran segreto[12][22].
- Sergej Orloff, ispirato allo stereotipo dello scienziato pazzo cinematografico[N 5], un tempo amico e collega di Martin con il quale è stato discepolo di Kut-Humi, un saggio che ha procurato a entrambi una fantascientifica pistola a raggi[2][23]. Successivamente si dedica al crimine e per tutti è un rispettato uomo d'affari, mecenate e benefattore. Soltanto Martin sa che dietro la facciata rispettabile si nasconde un assassino senza scrupoli tanto che in numerose occasioni si è scontrato con Martin arrivando quasi a ucciderlo[3][23]. Lui e Martin condividono interessi e conoscenze, ma le loro strade sono state diverse: a un certo punto Orloff rimane addirittura sfigurato in un incendio che lo costringe a coprire il volto con una maschera. Perde anche un braccio che gli viene sostituito con un arto artificiale in cui inserisce la sua arma a raggi[23]. Successivamente si è ravveduto[12] e lo stesso Castelli di lui dice che: «È stato punito fin troppo crudelmente per la sua malvagità. [...] Viene immancabilmente rappresentato come una specie di Gambadilegno che periodicamente decide di conquistare il mondo e periodicamente si fa sconfiggere da Martin Mystère!»[10].
- Uomini in nero: nel corso della sua saga Martin trova spesso sulla sua strada i cosiddetti uomini in nero, una sorta di setta secolare con l'obiettivo di evitare che vengano rivelate scoperte che potrebbero turbare l'ordine costituito[2][3], dalle prove dell'esistenza degli Ufo o di civiltà evoluta precedenti alla nostra a reperti storici o scientifici che sono in contrasto con le discipline ufficiali. Hanno adepti infiltrati in organizzazioni politiche, industriali, culturali e religiose e devono il loro nome al fatto che durante le loro missioni indossano abiti e occhiali neri. Ne fece parte anche il padre di Martin, credendo erroneamente che i loro scopi fossero positivi, ma quando poi scoprì la vera natura della setta decise di abbandonarla. Il giorno dopo morì insieme alla moglie in un incidente aereo[23]. È il nemico più pericoloso in quanto non ha un vero volto ed è pressoché invincibile[12]. Nel corso della serie si apprende che tale organizzazione nacque in tempi remotissimi, a seguito della guerra globale Atlantide-Mu e della conseguente scomparsa delle due civiltà. I vari gruppi che compongono gli Uomini in Nero sembrano essere cellule semi-indipendenti, ma le operazioni più importanti sono gestite da un misterioso "Direttivo". Gli Uomini in Nero sono ancora attivi nel futuro in cui è ambientato Nathan Never. Nell'arco della serie si sono evidenziate alcune fazioni di Uomini in Nero più legate alla loro ideologia originaria, che prevedeva la protezione dell'umanità da conoscenze o tecnologie che non è ancora pronta a padroneggiare (magia, poteri paranormali, tecnologia aliena o proveniente dall'antica Atlantide, ecc.) allo scopo di evitare una nuova catastrofe globale. Le due filosofie (controllo o protezione) sono in lotta e Mystère, suo malgrado, si è trovato più volte coinvolto in situazioni pericolose causate dal conflitto interno all'organizzazione.
- Mister Jinx: un criminale la cui vera identità è sconosciuta e che ciclicamente si impossessa di incredibili invenzioni altrui, con le quali realizza i sogni "impossibili" dei propri ricchi clienti (l'immortalità, l'eterna giovinezza, l'ubiquità ecc.). Come in tutti i patti con il diavolo, nei contratti stipulati con questo criminale si presentano sempre delle controindicazioni e Martin Mystère, spesso tirato in ballo dalle tante vendette di Jinx, è costretto a intervenire. Grazie a Mister Jinx esiste un Martin Mystère robotico nel futuro di Nathan Never, periodo in cui anche lo stesso Jinx (trasferendo la propria mente di corpo in corpo) è giunto.
- Il commissario Travis della Polizia di New York a volte chiede l'aiuto del caro amico Martin per risolvere casi impossibili, a volte invece lo tira fuori dai guai in cui la ben nota curiosità ama cacciare il professore.
- Kut Humi (fortemente ispirato all'omonima figura teosofica) è il maestro spirituale di Martin e Orloff, ha dato loro il Murchadna e risiede nell'Agarthi.
- Altri personaggi ricorrenti sono la bella e svampita spogliarellista (lei si definisce un'artista) Angie, i due "loschi figuri" Dee e Kelly (lontani discendenti dei negromanti John Dee e Edward Kelley), Chris Tower, compagno di studi di Mystère, ex agente della CIA e oggi direttore della base ultra-segreta di Altrove (base finanziata dal Governo degli Stati Uniti per studiare e contenere i fenomeni paranormali) e il suo assistente Max Brody. Questo gruppo di personaggi compare, ormai da numerosi anni, nello speciale estivo, che ha assunto nel tempo i toni leggeri tipici della commedia. Altro personaggio a volte presente nelle storie che coinvolgono Altrove è Aldous Morrigan, potente mago della base.

## Altri media

### Romanzi e racconti
- Au delà de la mort, di J. Oumpah (pseudonimo di Rémi Gallart), romanzo breve pubblicato in Francia nel 1986 da L'Hydre éditions, senza autorizzazione della Sergio Bonelli. Successivamente tradotto in italiano, riveduto, corretto e dato alle stampe col titolo Aldilà della morte nel 1993 da Hazard Edizioni.
- Il detective dell'impossibile (1991) e La spada di re Artù (1992), di Antonio Bellomi in collaborazione con Alfredo Castelli, pubblicati da Malipiero nella collana Le due lune, tratti dalle storie a fumetti pubblicate negli albi nn. 2/3 e 15/16 della serie regolare a fumetti[24]; i due romanzi, assieme ad un terzo che era rimasto inedito dal titolo Gli uomini in nero, sono stati raccolti nel 2011 dalle Edizioni Della Vigna in un volume dal titolo Martin Mystère Stories[25].
- Gli enigmi del Club Pi Greco, serie di 20 racconti di Antonio Bellomi tra i cui protagonisti c'è anche MM; usciti su varie riviste a partire dal 1994, sono poi stati raccolti nel volume Con lo sguardo rivolto alle stelle, Perseo libri 2005.
- Mysteriosamente - Dieci casi impossibili per Martin Mystère, 10 racconti di altrettanti autori, uscito in occasione del Salone del Libro di Torino del 1998, a cura di Regione Piemonte e associazione Hiroshima Mon Amour, Edizioni Arti Grafiche San Rocco.
- Gita al castello, ultimo racconto del libro Amore di domenica di Raffaele Crovi, Marsilio Editori 1999.
- Martin Mystère: Il codice dell'Apocalisse, di Andrea Carlo Cappi con Alfredo Castelli, pubblicato a puntate nel 2000 sul sito web ilnuovo.it e poi riedito nel 2001 su M - Rivista del mistero n. 3.
- Martin Mystère: L'occhio sinistro di Rama, di Andrea Carlo Cappi ed edito nel 2002 da Sonzogno; è un prequel che racconta alcuni episodi del passato del personaggio, ambientato tra il 1980 e il 1982, alla vigilia dell'esordio della serie a fumetti[26].
- Martin Mystère: Detective dell'impossibile, volume del 2002 di Alacrán Edizioni in cui sono ristampati i tre romanzi di Cappi del 1998, 2000 e 2002.
- Æterna, romanzo breve scritto da Andrea Carlo Cappi, inserito nel volume del 2005 Roma fantastica, Alacrán Edizioni.
- Martin Mystère. L'ultima legione di Atlantide, di Andrea Carlo Cappi, edito nel 2014 da Cento Autori nella collana L'arcobaleno[27].
- Docteur Mystère - Il mistero del corvo, di Alfredo Castelli, racconto breve uscito nel 2020 per Freecom s.r.l. le cui prime 3 puntate erano state pubblicate sulla rivista Criminal magazine nel 2010/2011.
- Martin Mystère e il potere del falco, romanzo di Andrea Carlo Cappi pubblicato nel 2021/22 in 12 puntate negli albi dal n. 375 al n. 386 della serie regolare.
- Non si scherza con il fuoco, racconto di Alberto Toso Fei del 2021 liberamente scaricabile dal sito web della Sergio Bonelli Editore[28].
- Zona Y, romanzo di Andrea Carlo Cappi pubblicato nel 2022/23 in 14 puntate negli albi dal n. 387 al n. 400 della serie regolare.

### Televisione
- Alla ricerca del libro di Toth: in una puntata della trasmissione Turisti per caso del 1995, Martin Mystère viaggia idealmente con i protagonisti.
- Martin Mystère (2003): Martin Mystère (Martin Mystery per il mercato anglosassone), in versione ringiovanita all'adolescenza, è protagonista di un'omonima serie a cartoni animati prodotta in Francia dalla Marathon Production, rivolta a un pubblico di preadolescenti. La serie è solo vagamente ispirata al personaggio originale ed è stata criticata da Giancarlo Alessandrini.[29]
- I misteri di Mystère: serie trasmessa da su Sky Arte in cui il personaggio visita alcuni borghi italiani alla scoperta di capolavori artistici e di fatti misteriosi italiani. Si tratta di uno spin-off della serie The Editor Is In prodotta sempre da Sky Arte in cui un addetto della Bonelli si confronta con i personaggi a fumetti delle varie testate[30].

### Altro
- Spettacolo teatrale "Scendendo, un'avventura di Martin Mystère": prima messa in scena il 27 settembre 2015 presso il Nuovo di Milano con la regia di Marco Filatori, tratta da una storia a fumetti scritta da Castelli e pubblicata per la prima volta nell'Almanacco del Mistero del 1995.[31]
- The Young Martin Mystère (2021): il primo audiolibro in assoluto dedicato ad un personaggio dei fumetti della Sergio Bonelli Editore[32]. È scritto da Pierdomenico Baccalario e letto da Alessandro Castellucci.
- I misteri di Mystère (2024): un podcast in 8 puntate, disponibile sulla piattaforma OnePodcast, che si occupa di alcuni degli enigmi più famosi affrontati da MM nei suoi fumetti[33]. I testi sono di Alex Dante e la voce è di Francesco De Marco.

### Informatica

#### Videogiochi
- Un'avventura testuale per ZX Spectrum dedicata a Martin Mystère uscì come codice sorgente stampato sulla rivista cartacea Personal Computer della Systems Editoriale a partire dal numero di aprile 1986[34]. Sembra essere il primo videogioco su un personaggio Bonelli mai pubblicato, seguito l'anno successivo da un gioco ufficiale su Zagor che fu il primo uscito su disco[35].
- Nel 1994, nella posta dell'albo n. 152[36], vennero presentate delle schermate di un gioco intitolato Martin Mystère and the Secret of the Birdman, prodotto dalla Simulmondo e ambientato sull'Isola di Pasqua. L'azienda, in effetti, annunciò la lavorazione del gioco[37], ma abbandonò il progetto quando finì la moda dei videogiochi sui fumetti.[38][39].
- Martin Mystère e la macchina del chaos (2002): videogioco su piattaforma Java per cellulari Wind edito da Trecision, scaricabile collegandosi con tecnologia WAP dal portale libero.it[40].
- Martin Mystère - Operazione Dorian Gray (2004): avventura in 3D del genere punta e clicca, ispirato all'omonima storia raccontata negli albi dal n. 62 al n. 64 della serie regolare; prodotta dalla software house italiana Artematica.
- Martin Mystery: L'Acchiappamostri (2008): prodotto da Ubisoft per Nintendo DS tratto dalla serie animata[41].

#### Applicazioni per smartphone
Da fine ottobre 2012 sono state pubblicate sull'App Store di Apple due applicazioni gratuite:
- Martin Mystère contiene la ricostruzione tridimensionale dello studio di MM, con immagini, filmati, dossier e alcuni albi in formato digitale
- Martin Mystère Mystery Database presenta la ricostruzione di un vecchio software realizzato nel 1992 per la piattaforma HyperCard, contenente un atlante dei misteri[43]

#### Altro
- I misteri di Mystère, da dicembre 1991 raggiungibile alla pagina n. 56973 del Videotel, il sistema videotex della SIP.
- Martin Mystère Mystery Database, software per la piattaforma HyperCard contenente un atlante dei misteri, contenuto nel CD-ROM allegato alla rivista MacDisk dell'aprile 1992 del Gruppo Editoriale JCE.
- Martin Mystére presenta i segreti del Po (1997), un CD-ROM dedicato al Delta del Po, prodotto da Leonardo Studio, in collaborazione con la Sergio Bonelli Editore e il Centro Etnografico Ferrarese; con allegato un albo contenente tra l'altro la storia a fumetti Le vie del Delta. Il CD-ROM è suddiviso principalmente in tre percorsi: "Il ritratto del Grande Fiume", nel quale sono raccolte le testimonianze di chi ha vissuto sulle rive del Po; "Il Delta di Gulliver"' dedicato alla rappresentazione del territorio; e "I fumetti di Martin Mystère". In quest'ultimo percorso sono contenute le versioni multimediali dei tre racconti brevi Nostra Signora dei fulmini, Il ragno d'oro e Le vie del Delta, arricchiti da link di approfondimento. Oltre a queste sezioni principali, sono presenti "Mappa dei Luoghi", attraverso la quale è possibile accedere a schede informative sulle località citate nelle storie, e "Trivia", in cui si può rispondere a vari quesiti.[44][45]

## Merchandising
- Cofanetto con 12 cartoline sulle quali sono riprodotte altrettante copertine della serie regolare; Gruppo Editoriale Lo Vecchio 1990, collana Immaginario.
- I tarocchi di Atlantide, un cofanetto con un mazzo di tarocchi i cui arcani maggiori sono rappresentati da personaggi del mondo di MM; Edizioni d'Arte Lo Scarabeo 1991.
- Il mondo di Martin Mystère, estensione per Il gioco di ruolo di Dylan Dog, DAS Production 1991.
- I tarocchi dei folletti e I tarocchi del bestiario, MM presenta due cofanetti con un mazzo di tarocchi i cui arcani maggiori sono rappresentati rispettivamente da folletti e da animali fantastici; Edizioni d'Arte Lo Scarabeo 1992.
- Il diario del mistero, diari scolastici 1992/93 e 1993/94 in 4 versioni, a cura di Alfredo Castelli e Cristina Pajalunga, accompagnati da 12 quaderni, Malipiero Editore.
- Poker Martin Mystère, un cofanetto con un mazzo di carte francesi le cui figure sono rappresentate da personaggi del mondo di MM; Edizioni d'Arte Lo Scarabeo 1993, collana Poker e fumetti.
- Journal de bord, quadernetto per appunti contenente il dossier I mysteri degli alberghi; Hazard Edizioni 1993.
- Martin Mystère Atlantis ray-buster, riproduzione in cartoncino, da staccare e montare, dell'arma a raggi di MM; Glamour International 1994.
- Francobollo da 800 lire facente parte di un foglietto di 16 dedicato alla Storia del fumetto italiano, emesso nel 1997 dalla AASFN di San Marino.